# Karyolys
Karyolys, kärnupplösning, är upplösningen av cellkärnan hos en cell som går i nekros. Kromatinet lyseras av ett DNAase och vanligtvis föregås detta av karyorrhexi. Apoptotiska celler brukar vanligtvis inte hamna i karyolys, deras cellkärnor hamnar istället i apoptotiska kroppar som tas om hand av makrofager. 